# Коле Чачо (Л'Аквила)
Коле Чачо (итал. Colle Ciaccio) је насеље у Италији у округу Л'Аквила, региону Абруцо.
Према процени из 2011. у насељу је живело 4 становника. Насеље се налази на надморској висини од 1281 м.